# BBC 페르시안 텔레비전

BBC 페르시안 로고

BBC 페르시안 텔레비전 (BBC Persian Television, 페르시아어: تلویزیون فارسی بی‌بی‌سی)은 BBC의 페르시아어 뉴스 채널이다. 2009년 1월 14일 방송을 개시하였으며, 위성방송과 온라인 방송을 진행하고 있다. 이란과 아프가니스탄, 타지키스탄, 우즈베키스탄 등지의 페르시아어 화자들을 시청자로 삼고 있다.
BBC 페르시안 텔레비전은 영국 런던에서 보내는 방송으로 매일 8시간씩 편성된다. 방송 프로그램에서 다루는 주제는 주요 이슈, 다큐멘터리, 문화, 과학, 경제, 예술에 이르기까지 매우 폭넓다. <BBC 사운드>나 <탑 기어> 같은 예능 프로그램도 페르시아어 더빙과 함께 방송한다.

## 역사
BBC 페르시아어 방송의 연간 예산은 약 1,500만 파운드(약 230억 원)에 달한다. 이들 예산은 영국 외무부에서 조달하나,
영국 정부가 해당 방송을 선전 도구로 악용하고 있다는 이란 매체의 주장과는 달리 논조 자체는 완전히 독립된 구조이며, 이는 FCO에서 후원하는 BBC 월드 서비스도 마찬가지다. 그러나 이란 정부는 방송 출범 당시 '수상하고 불법적인' 방송이라며, '이슬람 공화국의 이익에 반한다'고 비난하였다. 2014년 4월 1일 월드서비스의 모든 방송이 수신료 징수제 형식으로 전환되어, 해당 방송을 보는 영국 시청자라면 수신료를 내야 하는 식으로 바뀌었다. 2017년 11월 BBC 페르시안은 1300만 명의 시청자를 확보하고 있다고 집계됐다.